# حسين جبر
حسين جبر (من مواليد 1 يوليو 1933) لاعب خط وسط عراقي سابق في كرة القدم لعب في المنتخب العراقي في كأس الأمم العربية 1964 وكأس الأمم العربية 1966 . 
لعب حسين جبر للعراق بين عامي 1962 و 1966.  